# トマス・アルボルノス
トマス・アルボルノス（Tomás Albornoz、1997年9月17日 - ）は、プロ14のベネットン・ラグビーに所属しているアルゼンチンのラグビーユニオン選手。
2017年、U20アルゼンチン代表でプレーした後、2019年からアルゼンチン第2代表となるハグアレスXVに選出された。
2019年11月21日、彼は2020年スーパーラグビーシーズンのハグアレスに選出された。 
2020年にはセイボスでもプレー。
2021年にも、ハグアレスXVに選出された。
2022年8月、ザ・ラグビーチャンピオンシップ2022に向けてアルゼンチン代表に選出され、初戦のオーストラリア戦で初キャップを得た。